# 압둘파타 존 잔달리
압둘파타 존 잔달리(아랍어: عبدالفتاح جندلي‎, 1931년 3월 15일 ~ )는 시리아 태생의 미국 정치학자이자 기업인으로, 스티브 잡스의 친아버지이다.

## 생애
시리아의 명문 가문에서 3남 중 막내로 태어난 그는 미국 위스콘신 대학교 재학 중이던 1955년 조앤 캐럴 심프슨과의 사이에서 아들을 얻었으나 심프슨의 아버지의 반대로 결혼할 수 없게 되자 심프슨이 아들을 입양시켰고, 아들은 폴 잡스와 클라라 잡스 부부에게 입양되어 스티븐 폴 잡스(스티브 잡스)라는 이름을 얻었다. 이후 이들은 심슨의 아버지가 사망한 후에야 결혼하고 딸 모나 심프슨을 얻어 시리아로 떠났으나 그곳에서 잔달리와 심프슨은 이혼하였다. 이후 그는 다시 미국으로 건너와 네바다 대학교 리노에서 정치학 교수로 재직하다 사업가로 변신해 요식, 관광, 카지노 업계에서 경력을 쌓았다. 현재 그는 네바다주 리노의 한 카지노에서 부사장으로 근무하고 있다.

## 스티브 잡스와의 관계
2011년 8월 잡지 '더 선(The Sun)'과의 인터뷰에서 잔달리는 "잡스를 입양 보낸 것은 실수였다"면서 "더 늦기 전에 그를 만나서 커피라도 한 잔 하고 싶다"는 소망을 밝혔으나 10월 5일 스티브 잡스의 사망으로 실현되지 못하였다.

## 참고자료 및 출처
- 문화일보 뉴스 기사[깨진 링크(과거 내용 찾기)]
- <스티브 잡스 사망> 생부 "할 말 없다", 연합뉴스 2011년 10월 6일자
- 잡스, 끝내 못만난 아버지…친부 '입장 표명 거부', 머니투데이 2011년 10월 6일자